# Platyactaea setigera
Platyactaea setigera är en kräftdjursart som först beskrevs av H. Milne Edwards 1834.  Platyactaea setigera ingår i släktet Platyactaea och familjen Xanthidae. Inga underarter finns listade i Catalogue of Life.